# Mohamed Abdulrahman
Mohammed Abdulrahman (en árabe: محمد عبد الرحمن; Al Ain, Abu Dabi, Emiratos Árabes Unidos; 4 de febrero de 1989) es un futbolista emiratí. Juega de delantero o centrocampista y su equipo actual es el Hatta Club de la UAE Pro League. Es internacional absoluto con la selección de los Emiratos Árabes Unidos.

## Clubes
| Club       | País                   | Año           |
| ---------- | ---------------------- | ------------- |
| Al Ain FC  | Emiratos Árabes Unidos | 2008-2021     |
| Al-Wasl    | Emiratos Árabes Unidos | 2021-2023     |
| Hatta Club | Emiratos Árabes Unidos | 2023-presente |

## Palmarés

### Títulos nacionales
| Título                                     | Club      | País                   | Año     |
| ------------------------------------------ | --------- | ---------------------- | ------- |
| Liga Árabe del Golfo                       | Al Ain FC | Emiratos Árabes Unidos | 2017-18 |
| Liga Árabe del Golfo                       | Al Ain FC | Emiratos Árabes Unidos | 2014-15 |
| Liga Árabe del Golfo                       | Al Ain FC | Emiratos Árabes Unidos | 2012-13 |
| Liga Árabe del Golfo                       | Al Ain FC | Emiratos Árabes Unidos | 2011-12 |
| Copa de Liga de los Emiratos Árabes Unidos | Al Ain FC | Emiratos Árabes Unidos | 2009-10 |
| Supercopa de los Emiratos Árabes Unidos    | Al Ain FC | Emiratos Árabes Unidos | 2015-16 |
| Supercopa de los Emiratos Árabes Unidos    | Al Ain FC | Emiratos Árabes Unidos | 2012-13 |
| Copa Presidente de Emiratos Árabes Unidos  | Al Ain FC | Emiratos Árabes Unidos | 2017-18 |
| Copa Presidente de Emiratos Árabes Unidos  | Al Ain FC | Emiratos Árabes Unidos | 2013-14 |